# Isabelle Iliano
Isabelle Iliano (2 maart 1997) is een voetbalspeelster uit België. Ze speelt als verdediger voor Club YLA in de Super League.

## Clubcarrière
Iliano maakte in 2019 de overstap van KAA Gent Ladies naar Club YLA. Na drie seizoenen tekende ze bij Fortuna Sittard, dat in 2022 een vrouwentak oprichtte. Fortuna Sittard trok voor zijn grote debuut in de Vrouwen Eredivisie nog vier andere Belgische speelsters aan: Diede Lemey, Tessa Wullaert, Féli Delacauw en Jarne Teulings. Na één seizoen bij Fortuna Sittard keerde Iliano terug naar Club YLA.

## Clubstatistieken
| Seizoen | Club            | Land      | Competitie         | Wedstrijden | Doelpunten |
| ------- | --------------- | --------- | ------------------ | ----------- | ---------- |
| 2013/14 | KAA Gent Ladies | België    | BeNeLeague         | 24          | 2          |
| 2014/15 | KAA Gent Ladies | België    | BeNeLeague         | 23          | 1          |
| 2015/16 | KAA Gent Ladies | België    | Super League       | 2           | 0          |
| 2016/17 | KAA Gent Ladies | België    | Super League       |             |            |
| 2017/18 | KAA Gent Ladies | België    | Super League       |             |            |
| 2018/19 | KAA Gent Ladies | België    | Super League       |             |            |
| 2019/20 | Club YLA        | België    | Super League       | 17          | 0          |
| 2020/21 | Club YLA        | België    | Super League       | 25          | 1          |
| 2021/22 | Club YLA        | België    | Super League       | 21          | 1          |
| 2022/23 | Fortuna Sittard | Nederland | Vrouwen Eredivisie |             |            |
| 2023/24 | Club YLA        | België    | Super League       |             |            |
| Totaal  | Totaal          | Totaal    | Totaal             | --          | --         |

Laatste update: sep 2021

## Interlands
Iliano doorliep alle jeugdselecties van de Red Flames, van U15 tot U21.
In 2020 zat Iliano in de selectie van het Belgisch voetbalelftal op de Algarve Cup. Op 18 februari 2021 speelde ze haar eerste wedstrijden met de Red Flames in een vriendschappelijke wedstrijd tegen Nederland.